# Evergreen (HYDEの曲)
「evergreen」（エヴァーグリーン）は、日本のロックバンド・L'Arc〜en〜Cielのボーカリストで、シンガーソングライターであるHYDEの1作目のシングル。2001年10月17日発売。発売元はKi/oon Records内に設立した自身の主宰レーベル、HAUNTED RECORDS。

## 解説
ロックバンド・L'Arc〜en〜Cielのボーカリスト、hydeがソロ名義で発表したデビューシングル。なお、ソロ名義での活動はHYDE表記で行われることが多いが、後年HYDEは「L'Arc〜en〜Cielでは小文字で、ソロは大文字みたいになってるけど、本人はこだわってないんだ。だって俺のサインは"hyde"だしね。なんか気がついたらそうなってたって所だけど、今でもどうでも良くて、デザイン次第で変えていいと思ってる」と語っている。
HYDEが在籍するロックバンド、L'Arc〜en〜Cielは2001年の半ばあたりから、各メンバーがソロ名義での活動を開始するようになった。メンバーの中でも特にHYDEは、この当時ソロ活動に対するモチベーションが高まっていたようで、2012年に発表した自叙伝で「自分の感性を、L'Arc〜en〜Cielじゃない所で発揮したいという欲求が芽生えてきたんだよね。必ずしもバンドマジックを求めてる訳ではなくて、むしろ自分の芸術を総合した物を作ってみたくなったんだ」「お金がなくても、小さくてもいいから、自分の部屋が欲しいっていう時期が来たんだ」と当時の心境を綴っている。
今回HYDEは、ハードロックに傾倒する前に好んで聴いていたデヴィッド・シルヴィアンやスティングの他、スティーナ・ノルデンスタム、スザンヌ・ヴェガなどを意識し、ソフトロックに寄った音源を発表することにしている。L'Arc〜en〜Cielで志向してきた音楽性とは異なる方向に舵を切った理由について、HYDEは「もともと僕はハードロックだけではなく、アンビエントやジャズなどロック以外のいろんな音楽を聴いていて。L'Arc〜en〜Cielではロックをやっていましたが、いわゆる聴覚上激しい音じゃないアルバムを1枚作りたいなと思っていたんです」「L'Arc〜en〜Cielの場合、1曲くらいであれば激しくない曲もできるけど、アルバム1枚丸ごととなると難しい。メンバー全員の意見を取り入れる必要があるから、1つの音楽性をテーマにしたコンセプトアルバムを作れるバンドではないんです。でも僕は、最初から最後まで家でゆったり聴けるコンセプトのアルバム（中略）、当時僕が好きだったアーティストの影響を1つの形にしたかった」と述べている。こうしてHYDEは、1980年代の英国ニュー・ウェイヴやソフトロック、アンビエント、ジャズといった、激しいロックサウンドとは異なる＜静＞をテーマにした楽曲制作を、イギリス・ロンドンのスタジオで開始している。余談だが、HYDEは2002年に受けた音楽雑誌『ROCKIN'ON JAPAN』のインタビューの中で、こういった方向性でソロワークスを行うことは「5年前ぐらい前から考えてた」と明かしている。
ちなみにHYDEは、ソロ活動を始めるにあたりKi/oon Records内に自身の主宰レーベル『HAUNTED RECORDS（読み：ホーンテッド レコーズ）』を立ち上げている。なお、"HAUNTED"は「幽霊が出没する場所」を意味しており、HYDEのホラー好きが表れたレーベル名が付けられている。また、HYDEはレーベル設立にあたり、"H"の形にあしらったコウモリのロゴマークを制作している。
本作の表題曲「evergreen」は、管楽器やストリングス、ピアノを導入した荘厳なアコースティック・ナンバーに仕上げられている。この曲でHYDEは、L'Arc〜en〜Cielが1990年代にリリースしたヒットソングでみせてきたヴォーカリゼーションと異なり、低いトーンとウィスパーボイスを多用したアプローチをとっている。また、表題曲はHYDEが出演した「ユニクロ」CMソングに使用されている。余談だが、HYDE曰く、この曲のリリースは当初想定していたよりも遅れてしまったという。
なお、この曲の制作には、イギリスの音楽プロデューサーチームであるストック・エイトキン・ウォーターマンが主宰する音楽レーベル、PWLに在籍していたイアン・カーナウと、デイヴ・フォードが共同編曲者として参加している。また、フリーダやテレンス・トレント・ダービーのアルバム制作に参加していたピート・グレニスターがギターを担当している他、コントラバスでクリス・ローレンス、ハープでスカイラ・カンガ、サクソフォーンでフィル・トッドが参加している。他にも様々なミュージシャンがロンドンでのレコーディングに招聘されている。
ちなみにこの曲には、"死"をテーマにした歌詞がのせられている。なお、HYDEの友人が亡くなったことが作詞作業に影響したという。また、作詞作業はHYDEと訳詞家のリン・ホブデイがディスカッションしながら進められている。
また、表題曲のミュージック・ビデオは、鳥籠の中でアコースティック・ギターを携えて歌うHYDEを中心に、ワンカットで撮影されている。当初HYDEは「一発録りなら5分で終わる」と思っていたというが、ズームのみの調整でカメラを止めず終始撮影しているため、途中で歌詞やコードなどを間違えると最初から撮り直すことになってしまい、「全然ラクじゃなかった」と撮影後に述懐している。なお、映像は終盤で引き画になっていき、実は鳥籠の扉が開いていたことががわかり、「逃げようと思えば逃げられる状態」に居たことを気付かせる仕掛けになっている。ちなみに、このミュージック・ビデオでHYDEが弾いているギターは「Gibson Style-O」である。
カップリングには、表題曲のリアレンジバージョンとなる「evergreen (english ensemble)」を収録している。この曲は、豊かなストリングスで幕を開けるシンプルかつ静謐なアレンジが施されている。
本作は、初回限定盤（8cmCD）と通常盤（12cmCD）の2形態でリリースされた。初回限定盤仕様は8cmシングルかつ、HYDEの意向により棺桶型の特別ケースが使われている。HYDEは棺桶型のCDケースにした理由について「詞を書いているときに同時に思い浮かんだものなんです。シングルは花が、標本みたいにハリツケにされているイメージ」と述べており、本作以降にリリースされた2作のシングルも同様の仕様が採用されている。なお、ジャケットデザインは前記のように、赤いバラが標本のように磔にされたアートワークになっている。余談だが、「赤いバラ」の花言葉は"美"、"愛"、"清新"となっている。
発売初週となる2001年10月29日付のオリコン週間シングルチャートで、ソロ名義として初の首位を獲得している。

## 収録曲
| 全作詞・作曲: HYDE。 |                                  |      |            |                       |      |
| #                    | タイトル                         | 作詞 | 作曲・編曲 | 編曲                  | 時間 |
| 1.                   | 「evergreen」                    | HYDE | HYDE       | Ian Curnow, Dave Ford | 5:02 |
| 2.                   | 「evergreen (english ensemble)」 | HYDE | HYDE       | Ian Curnow, Dave Ford | 5:16 |

## タイアップ
evergreen
- 「ユニクロ」CMソング（本人出演）

## 参加ミュージシャン
evergreen
- HYDE：Vocal
- Ian Curnow：Programming, Keyboards
- Dave Ford：Programming, Keyboards
- Peter Glenister：Acoustic & E.Guitar
- Chris Laurence：Double Bass
- Dave Arch：Piano, Organ
- Ian Thomas：Drums
- Skalia Kanga：Harp
- Phil Todd：Tenor Saxophone
- Luis Jardin：Percussion
- Lynne Hobday：English Translation

evergreen (english ensemble)
- HYDE：Vocal
- Ian Curnow：Programming, Keyboards
- Dave Ford：Programming, Keyboards
- Chris Laurence：Double Bass
- Dave Arch：Piano, Organ
- Pip Williams：Orchestral Arrangement
- James Shearman：Orchestral Conducter
- Gavyn Wright：Strings Section Leader
- Lynne Hobday：English Translation

## 収録アルバム
- 『ROENTGEN』 (#1)
- 『ROENTGEN.english』 (#1、#2)
- 『HYDE COMPLETE BOX 2001-2003』 (#1、#2)